# Clipchamp
Clipchamp is een online-videobewerker waarmee video's kunnen worden gemaakt. De eerste versie ervan werd uitgebracht in 2013 door een team van Australische ontwikkelaars. In 2021 nam Microsoft het bedrijf achter Clipchamp over. Clipchamp wordt als webapplicatie meegeleverd op Windows 11, maar is ook te downloaden via de Microsoft Store, Google Play Store en iOS App Store.
Er is zowel een gratis als betaalde (premium) versie beschikbaar. De betaalde versie beschikt over extra functies, zoals het maken van back-ups en extra filters.

## Beschrijving
Met Clipchamp kunnen video's worden gemaakt en opgeslagen in de cloud (Microsoft OneDrive, Google Drive, Chromebook, Google Workspace, Google Foto's, Dropbox, Box, Zoom, TikTok, Pinterest, LinkedIn, YouTube en GIPHY). Het is mogelijk om allerlei effecten en inhoud toe te voegen, zoals stockfoto's en -video's, muziek en speciale effecten. Video's kunnen in verschillende resoluties worden opgeslagen.